# Nematomorpha
Los nematomorfos (Nematomorpha) o gordiáceos (Gordiacea) son un filo de gusanos parasitoides, ecológica y morfológicamente muy similares a nemátodos. Se han descrito 331 especies.

## Características
Se caracterizan por presentar un pseudoceloma, que corresponde a una cavidad del cuerpo llena de líquido, la cual actúa como un hidroesqueleto. Posee simetría bilateral, son triblásticos y carecen de segmentación. El tamaño varía entre 5 cm y 1 m de longitud, con 1 a 3 mm de diámetro. Suelen aparecer en medios húmedos como arroyos o estanques. El adulto es un individuo de vida libre, pero la larva es siempre parásita de artrópodos o sanguijuelas. Se han descrito unas trescientas veinte especies. 
Los nematomorfos presentan cutícula sin cilios e internamente poseen un único músculo longitudinal, carecen de sistemas excretor, respiratorio o circulatorio; incluso en el adulto de vida libre los sistemas aparecen mermados, lo que evidencia la importancia de la parasitación larvaria en las funciones de todo el ciclo biológico. Son dioicos y presentan un tipo de fecundación interna de huevos que se hallan en moco. 
El extremo anterior del cuerpo presenta una banda pigmentada, por delante de la cual queda la zona apical llamada calota.
En ciertos géneros se observa dimorfismo sexual en el extremo posterior del cuerpo. En Gordius, el macho presenta el extremo posterior bilobulado, mientras que las hembras tienen un solo lóbulo caudal. La hembra de Paragordius tiene el extremo posterior dividido en tres lóbulos.
Durante la corta vida del adulto, machos y hembras se buscan hasta que, al encontrarse, se retuercen unos sobre otros, formando una maraña durante la cópula, que recuerda al nudo gordiano (de ahí el nombre del género Gordius).
Su presencia en determinados ambientes puede ser síntoma de contaminación.

## Anatomía y fisiología

### Sistema digestivo
Los adultos de las especies de este filo destacan por la ausencia de boca y la degeneración de la faringe hacia una masa sólida. El intestino es muy largo y recorre toda la longitud del animal. En el extremo posterior hay una cloaca por la que se vierten los gametos del sistema reproductor. Se ha propuesto que la función del intestino sea excretora.
Las larvas se alimentan de forma parenteral.

## Taxonomía
Se suelen clasificar en dos clases, aunque su clasificación es muy compleja y no está bien definida:
- Clase Nectonematoida. Marinos y planctónicos, con dos filas de sedas laterales natatorias. Con amplio pseudocele. Tienen un cordón nervioso dorsal además del ventral. Sus larvas son parásitas de crustáceos decápodos. Nectonema
- Clase Gordioida. De agua dulce o semiterrestres. Sin sedas laterales. Tan solo tienen cordón nervioso ventral. Larvas parásitas de ortópteros. Gordius, Chordotes, Paragordius